# James Hall
James Hall (født i Yorkshire (muligvis i Hull) –23. Juli 1612) var en engelsk født søfarer i dansk tjeneste.
Hans fødselstidspunkt og -sted er usikkert, og hans ungdomsliv er ganske ukendt. I 1605 blev han indkaldt af kong Christian 4. og ansattes som 1. styrmand eller lods ved John Cunninghams togt til Grønland samme år. Det er sikkert hans fortjeneste, at det den gang lykkedes den danske marine at opsejle Grønland, som hidtil var blevet søgt fra Island, mens Hall førte skibene op i Davisstrædet, der var ham bekendt fra tidligere togter, måske endog fra selve John Davis’ rejser. Opdagelserne vakte store forhåbninger i Danmark, hvorfor kongen både i 1606 og 1607 afsendte nye togter, ligeledes med Hall som lods, men da de hjemførte jordarter viste sig at være værdiløst glimmerjord i stedet for sølvmalm, og da det ikke lykkedes ekspeditionerne at finde spor af de gamle nordboere, indstilledes disse foretagender.
I 1612 bevægede Hall dog 4 engelske handelsfirmaer til at udruste et nyt togt med ham selv som chef. Han løb atter ind til Grønlands kyst, men blev her livsfarlig såret af en inuit og døde den 23. juli 1612.